# Atrio (anatomia)
In anatomia, gli atri(detti anche orecchiette) sono le due cavità superiori del cuore umano e sono posti al di sopra dei due ventricoli; sono separati dal setto interatriale. Differiscono dai ventricoli per diversi motivi:
- hanno una capacità inferiore;
- le pareti sono più sottili, infatti non hanno trabecole carnee di primo ordine;
- hanno un maggior numero di orifizi che si aprono nelle loro cavità.

Gli orifizi sono: gli atrioventricolari che li fanno comunicare con i ventricoli sottostanti e i venosi che corrispondono allo sbocco di un certo numero di vene (vene polmonari a sinistra e vena cava superiore - vena cava inferiore a destra). Hanno una forma molto irregolare, anche se schematicamente li possiamo paragonare a un cubo. Ogni atrio presenta lateralmente una sorta di diverticolo chiamato auricola.

## Atrio destro
L'atrio destro è collocato in posizione anteriore, inferiore e a destra rispetto all'atrio sinistro. Occupa la parte superiore della faccia sternocostale del cuore, comprende il margine destro (acuto) e la porzione destra della base del cuore, cioè quella delimitata inferiormente dal solco atrioventricolare e dai suoi vasi che costituisce il suo margine inferiore anche sulla faccia sternocostale, dividendolo dal ventricolo destro. Il lieve solco che divide le due vene cave dall'auricola destra è il solco terminale.
La muscolatura di entrambi gli atri è formata da fibrocellule muscolari scolpite nella parete a fasci paralleli, per questo vengono detti muscoli pettinati. Esternamente è presente il solco terminale a cui internamente corrisponde la cresta terminale. Tra atrio destro e atrio sinistro è collocato il setto interatriale, sul quale si trova la fossa ovale, che nella vita fetale permetteva la comunicazione tra i due atri, attraverso il foro di Botallo.
L'atrio destro raccoglie lo sbocco delle due vene cave e del seno coronario. La vena cava superiore sbocca, priva di valvole, nella parte posteriore della parete superiore dell'atrio (detta volta dell'atrio). La vena cava inferiore sbocca nella parete inferiore, con una valvola detta valvola di Eustachio.
Lo sbocco del seno coronarico è a sua volta dotato di una valvola, detta valvola di Tebesio che chiude l'orifizio quando l'atrio si contrae così il sangue non ritorna all'interno del seno; attraverso di essa giunge all'atrio il sangue venoso refluo dalla circolazione coronarica. La parte superiore della valvola di Tebesio si unisce alla valvola di Eustachio dando origine al tendine di Todaro.
La porzione posteriore dell'atrio destro risulta formata dal seno delle vene cave, e tra il seno delle vene cave e la porzione anteriore del atrio destro, esternamente, vi è una masserella di tessuto miocardico specifico o di conduzione il nodo senoatriale (NSA).
Nelle pareti dell'atrio destro si osservano numerosi minuscoli orifizi che rappresentano lo sbocco delle vene minime del cuore ("foraminula di Tebesio") e, talvolta, delle vene cardiache anteriori.
La superficie interna dell'atrio destro mostra numerosi piccoli rilievi che costituiscono i muscoli pettinati, che si infittiscono e si inspessiscono in corrispondenza delle auricole: l'auricola destra e l'auricola sinistra.
La parete settale dell'atrio destro presenta una depressione chiamata fossa ovale. In basso e in avanti la parete inferiore dell'atrio è occupata dall'ampio orifizio dell'ostio venoso atrio-ventricolare destro, dotato di una valvola detta valvola tricuspide.

## Atrio sinistro
L'atrio sinistro riceve, sulla parete posteriore, lo sbocco delle quattro vene polmonari, che portano il sangue ossigenato nei polmoni, due a destra e due a sinistra, delimitando il vestibolo dell'atrio sinistro. La parete mediale è comune con quella dell'atrio destro ed è leggermente depressa nell'area che corrisponde alla fossa ovale dell'atrio di destra. Sulla parete dell'atrio si trovano gli orifizi di sbocco di alcune vene cardiache minime. Le pareti dell'atrio di sinistra non presentano i rilievi dei muscoli pettinati. In basso e in avanti vi è la parete inferiore dell'atrio, con l'ampio ostio atrio-ventricolare sinistro e la valvola bicuspide. Come dice il nome è composta da due lembi valvolari. La parete laterale presenta l'auricola sinistra, molto ricca di tessuto muscolare